# Осока болотолюбивая
Осо́ка болотолюби́вая, или Осо́ка аа (лат. Carex heleonastes) — многолетнее травянистое растение, вид рода Осока (Carex) семейства Осоковые (Cyperaceae).

## Ботаническое описание
Серо-зелёное густодернистое растение.
Стебли тонкие, но крепкие, кверху шероховатые, (10)15—40(50) см высотой, бывают изогнутые. Стебли и листья покрыты папиллами.
Листья уплощённо-желобчатые или плоские, килеватые, 1—2 мм шириной, равные стеблю или короче его.
Соцветие 1—2 см длиной, из (2)3—4(6) колосков, колосовидное (прерывистое или быть может плотное) или головчатое. Колоски гинекандрические (боковые иногда целиком пестичные), многоцветковые, яйцевидные или шаровидно-яйцевидные, до 8 мм длиной, сближенные. Кроющие чешуи яйцевидные или продолговато-яйцевидные, островатые, от тёмно- до светло-коричневых, со светлой серединой, по краю белоперепончатые, короче мешочков. Мешочки яйцевидные или яйцевидно-эллиптические, плоско-выпуклые, (2,5)3—3,5(4,5) мм длиной, прямые, тонококожистые, в основании слабо губчатые, покрытые очень мелкими папиллами или мелкобугорчатые, с зеленовато-беловатым матовым налётом, позднее вверху буреющие, книзу желтовато-бурые, с обеих сторон с 8—10 тонкими жилками, заметными при побурении мешочка, стянутые в короткую ножку, с хорошо выраженным, 0,5—0,7 мм длиной, шероховатым, слабоконическим, спереди возможно глубоко расщеплённым носиком. Кроющие листья чешуевидные.
Плодоносит в июне—июле.
Число хромосом 2n=56.
Вид описан из Швеции.

## Распространение
Северная Европа: Фенноскандия, в том числе арктическая Норвегия, Исландия; Центральная Европа: север и горы; Южная Европа: Болгария; Арктическая часть России: Мурман (остров Кильдин), юго-восточная часть Большеземельской тундры (Сивая Маска); Европейская часть России: северная половина, на юг до Московской области, на западе до Смоленска и Клинцов; Кавказ: Предкавказье, Большой Кавказ (запад, верховья Терека); Западная Сибирь: бассейны рек Северная Сосьва, Верхний Пур, Ишим, Тара, Чулым, Алтай (Бийский район); Восточная Сибирь: устье Курейки, единичные находки к югу от Подкаменной Тунгуски, на восток до Байкала включительно; Дальний Восток: Камчатка (центр: Кроноцкое озеро и село Кирганик); Северная Америка: США (юг Аляски и штат Мичиган), Канада (штаты Альберта, Саскачеван, Манитоба).
Растёт на моховых болотах, заболоченных лугах, по берегам рек и ручьёв, изредка в сырых хвойных лесах.

## Систематика
В пределах вида выделяются два подвида:
- Carex heleonastes subsp. heleonastes — от Российского Дальнего Востока до запада центральной части Канады
- Carex heleonastes subsp. neurochlaena (Holm) Bächer — западная часть субарктической Америки